# Pierre Ngendandumwe
Pierre Ngendandumwe, né en 1930 à Ngozi et mort assassiné le 15 janvier 1965 à Bujumbura, est un homme d'État burundais hutu, membre du parti UPRONA et premier ministre de son pays à deux reprises, du 18 juin 1963 au 6 avril 1964 et du 7 au 15 janvier 1965.

## Biographie
Diplômé en Sciences administratives et politiques de l'université de Lovanium, à Kinshasa, il est l'un des premiers universitaires burundais. Il sert dans l'administration coloniale auprès de l'Administrateur territorial et devient l'un des proches du prince Louis Rwagasore. Il participe au premier gouvernement d'union nationale, en 1961, comme ministre des Finances.
Le 18 juin 1963, il est nommé premier ministre. Il est démis de ses fonctions le 6 avril 1964 par le roi Mwambutsa IV. Le 7 janvier 1965, malgré l'opposition de groupes tutsis, il est à nouveau chargé de former un gouvernement. Il est assassiné par un Rwandais tutsi, quelques heures après avoir rendu publique la composition de son gouvernement,.